# Galáxia anã esferoidal

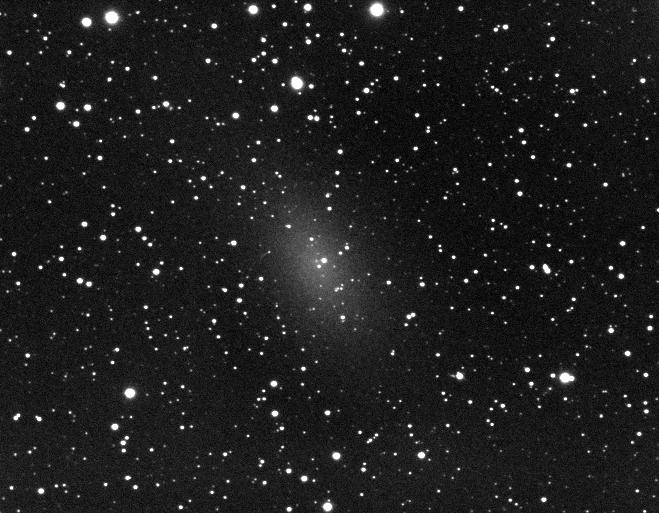
NGC 147, uma galáxia anã esferoidal do Grupo Local

Galáxia anã esferoidal (em inglês Dwarf spheroidal galaxy, dSph) é um termo em astronomia para designar galáxias de baixa luminosidade que são companheiras da Via Láctea e de sistemas semelhantes em que estão as companheiras da Galáxia de Andrômeda (M31). Embora semelhantes às galáxias anãs elípticas na aparência e propriedades como pouco ou nenhum gás, poeira ou recente formação estelar, são aproximadamente esferoidais em forma, geralmente de baixa luminosidade, e só são reconhecidas como galáxias satélites no Grupo Local.